# Ixoroideae
Ixoroideae је потфамилија биљака у породици Rubiaceae, и садржи око 4000 врста у 27 племена.

## Племена
- Airospermeae Kainul. & B.Bremer
- Alberteae Hook.f.
- Aleisanthieae Mouly, J.Florence & B.Bremer
- Augusteae Kainul. & B.Bremer
- Bertiereae Bridson
- Coffeeae DC.
- Condamineeae Hook.f.
- Cordiereae A.Rich. ex DC. emend. Mouly
- Cremasporeae Bremek. ex S.P.Darwin
- Crossopterygeae F.White ex Bridson
- Gardenieae A.Rich. ex DC.
- Greeneeae Mouly, J.Florence & B.Bremer
- Henriquezieae Benth. & Hook.f.
- Ixoreae Benth. & Hook.f.
- Jackieae Korth.
- Mussaendeae Hook.f.
- Octotropideae Bedd.
- Pavetteae A.Rich. ex Dumort.
- Posoquerieae Delprete
- Retiniphylleae Hook.f.
- Sabiceeae Bremek.
- Scyphiphoreae Kainul. & B.Bremer
- Sherbournieae Mouly & B.Bremer
- Sipaneeae Bremek.
- Steenisieae Kainul. & B.Bremer
- Trailliaedoxeae Kainul. & B.Bremer
- Vanguerieae A.Rich. ex Dumort.